# 桃元乡
桃元乡是中国陕西省安康市白河县下辖的一个乡。

## 行政区划
桃元乡下辖以下行政区：
金花村、石龙村、联合村、平安村、金刚村、大山村